# Kupfer(II)-carbonat
Kupfer(II)-carbonat ist eine anorganische chemische Verbindung des Kupfers aus der Gruppe der Carbonate.

## Gewinnung und Darstellung
Kupfer(II)-carbonat kann durch Reaktion von Natriumcarbonat mit Kupfer(II)-chlorid gewonnen werden.
Die Verbindung konnte angeblich auch durch Behandlung des basischen Karbonates bei Anwesenheit von Malachit unter 450 bar CO2-Druck und bei 180 °C gewonnen werden. Spätere Versuche konnten diese Reaktion jedoch nicht wiederholen. Es wurde dafür aber eine erfolgreiche Synthese aus Azurit und Malachit bei einem Druck von etwa 20 kb und einer Temperatur von 500 °C durchgeführt. Die direkte Umsetzung von Kupfer(II)-oxid mit Kohlendioxid führt bei gleichen Reaktionsbedingungen ebenfalls zur Bildung von Kupfer(II)-carbonat.

## Eigenschaften
Kupfer(II)-carbonat ist ein grüner Feststoff, der praktisch unlöslich in Wasser ist. Anfangs wurde für die Verbindung eine rhomboedrische Kristallstruktur mit der Raumgruppe R3c (Raumgruppen-Nr. 167) angenommen. Neuere Quellen geben eine monokline Kristallstruktur mit der Raumgruppe Pc (Raumgruppen-Nr. 7) an.

## Verwendung
Kupfer(II)-carbonat wird in Feuerwerk und als Farbstoff für Glas und Keramik verwendet.